# Patrick Cantlay
Patrick Cantlay (Long Beach, 17 maart 1992) is een golfprofessional uit de Verenigde Staten die momenteel uitkomt op de PGA Tour.
Als amateur was Cantlay een van de succesvolste golfers van zijn generatie, en stond hij 55 weken op de nummer 1-positie van de World Amateur Golf Ranking. Als professional heeft hij reeds acht titels gewonnen op de PGA Tour en maakte hij deel uit van het winnende Ryder Cup-team in 2021.

## Amateur
Cantlay kwam tussen 2010 en 2012 uit voor het golfteam van de Universiteit van Californië in Los Angeles (UCLA). In zijn eerste jaar bij UCLA won Cantlay met zijn universiteitsteam vier toernooien en won hij de Haskins Award voor meest opmerkelijke universiteitsgolfer van de Verenigde Staten in 2011. Daarnaast won hij ook de Jack Nicklaus National Player of the Year en de Phil Mickelson Award als beste eerstejaars speler. Aan het einde van 2011 stond Cantlay op de nummer 1 van de wereldranking voor amateurgolfers, waarvoor hij de Mark H. McCormack Medal won en een uitnodiging kreeg voor The Open Championship in 2012.
Cantlay kwalificeerde zich voor de U.S. Open 2011 via een kwalificatietoernooi, en was slechts een van de drie amateurs die de cut haalde. Met zijn 21e plaats op de eindstand was hij tevens de laagst geplaatste amateur. In de daaropvolgende week speelde Cantlay mee op het Travelers Championship van de PGA-Tour. Hier vestigde hij een record door met een ronde van 60 de laagste score als amateur in de geschiedenis van de PGA Tour te behalen. Later in 2011 eindigde hij ook nog als beste amateur op het AT&T National en de RBC Canadian Open.
Op 23 maart 2011 werd hij de nummer 1 op de World Amateur Golf Ranking. Door in totaal 55 weken op nummer 1 te staan (waarvan 54 opeenvolgende weken) vestigde hij een record, dat in 2016 verbroken werd door Jon Rahm.
Op 28 augustus 2011 verloor hij in de finale van het Amerikaans amateurkampioenschap van Kelly Kraft, maar met zijn tweede plaats kreeg hij wel een uitnodiging voor de Masters. Hier eindigde hij op een gedeelde 47e plaats, waarmee hij opnieuw de laagst geplaatste amateur werd.

## Professional
In juni 2012 besloot Cantlay om zijn studie af te breken en professioneel golfer te worden. Hij maakte zijn debuut was op het Travelers Championship, waar hij de cut miste. Hij verdiende zijn eerste winstpremies later in 2012, door op het AT&T National als 66e en de week erna op de Greenbrier Classic als 38e te eindigen.
Cantlay behaalde zijn eerste professionele overwinning op het Colombia Championship in 2013, wat een toernooi was dat deel uitmaakte van de Web.com Tour. Door deel te nemen aan de Web.com Tour Finals en als 11e te eindigen, behaalde Cantlay zijn PGA Tour-kaart voor 2014. Helaas kreeg Cantlay aanhoudende blessures, waardoor hij in het seizoen 2013-14 slechts vijf toernooien speelde en het daaropvolgende seizoen slechts één toernooi. Vanwege de ernst van zijn blessures speelde Cantlay in 2015 en 2016 geen enkel toernooi.
Bovenop zijn sportieve malaise maakte Cantlay in 2016 ook een moeilijke persoonlijke periode door. In februari 2016 overleed Cantlay's caddie Chris Roth, in het bijzijn van Cantlay zelf, na een aanrijding met vluchtmisdrijf in Newport Beach, Californië. Roth was een jeugdvriend en teamgenoot van Cantlay op de middelbare school, en was zijn caddy tijdens zijn gehele amateur- en professionele carrière.
In zijn tweede toernooi van 2017 heroverde Cantlay zijn PGA Tour-kaart door als runner-up te eindigen op het Valspar Championship. Dit was de start van een goede reeks, waarin hij derde werd op de Heritage, 10e op de Northern Trust Open, 13e op het Dell Technologies Championship en 9e op het BMW Championship. Met deze resultaten wist Cantlay zich te plaatsen voor het Tour Championship, het eindtoernooi van de FedEx Cup play-offs.
Op 5 november 2017 won Cantlay op het tweede toernooi van het seizoen zijn allereerste PGA Tour-titel, door het Shriners Hospitals for Children Open te winnen. Hiermee wist hij opnieuw zijn Tour-kaart voor het volgende seizoen veilig te stellen. Het jaar erop wist hij bijna zijn titel te verdedigen op het toernooi, maar eindigde hij op een tweede plaats achter winnaar Bryson DeChambeau.
In 2019 eindigde hij op een gedeelde derde plaats op het PGA Championship achter winnaar Brooks Koepka, wat tot op heden zijn beste resultaat op een majortoernooi is. Twee weken later kwam hij terug van een achterstand en schreef hij met het Memorial Tournament zijn tweede PGA Tour-titel op zijn naam. Eind 2019 werd Cantlay voor de eerste keer geselecteerd voor het Amerikaanse team op de Presidents Cup, waar hij met het Amerikaanse team won met 16-14.
In oktober 2020 won Cantlay het Zozo Championship, en in 2021 wist hij voor een tweede maal het Memorial Tournament te winnen. Later dat jaar won Cantlay met het BMW Championship zijn eerste FedEx Cup play-offtoernooi, en de week erna wist hij ook het Tour Championship en de FedEx Cup te winnen. Aan het einde van het seizoen werd hij door zijn prestaties uitgeroepen tot PGA Tour Player of the Year. Ook maakte Cantlay in 2021 voor het eerst deel uit van het Amerikaanse team op de Ryder Cup, waar hij met het Amerikaanse team wist te winnen van Team Europa.
Cantlay boekte zijn eerste overwinning van 2022 in New Orleans, door samen met Xander Schauffele de Zurich Classis te winnen. In augustus 2022 verdedigde Cantlay met succes zijn titel op het BMW Championship, maar moest hij de FedEx Cup uiteindelijk aan Rory McIlroy laten. Hij kwalificeerde zich vervolgens voor het Amerikaanse team op de Presidents Cup, wat hij voor de tweede maal won met Team USA.
In september 2023 speelde Cantlay in het Amerikaanse team op de Ryder Cup in Italië. Het Europese team won met 16,5-11,5, en hoewel Cantlay een goed kampioenschap speelde, werd hij het mikpunt van spot voor de Europese fans. Naar verluidt weigerde Cantlay een teampet te dragen tijdens de Ryder Cup vanwege een geschil met de Amerikaanse golffederatie of de spelers betaald moesten worden voor het spelen op de Ryder Cup. De controverse leidde ertoe dat Europese fans openlijk de spot dreven met Cantlay en "Hats off to your bank account" scandeerden tijdens zijn wedstrijden.

## Gewonnen toernooien

### PGA Tour
- Shriners Hospitals for Children Open (2017)
- Memorial Tournament (2019, 2021)
- Zozo Championship (2020)
- BMW Championship (2021, 2022)
- Tour Championship (2021)
- Zurich Classic of New Orleans - met Xander Schauffele (2022)

### Web.com Tour
- Colombia Championship (2013)

### Kampioenschappen
- FedEx Cup (2021)
- Ryder Cup (2021)
- Presidents Cup (2019, 2022)